# Hopfner HV 15
Die Hopfner HV 15, auch Hirtenberg HV 15, war ein österreichisches Reiseflugzeug der 1930er Jahre. Das Flugzeug wurde beim Hopfner Flugzeugbau entwickelt, der 1935 in der Abteilung Flugzeugbau der Hirtenberger Patronenfabrik aufging. Es wurde nur ein Exemplar produziert.

## Entwicklung
Im Februar 1935 unterbreitete Hopfner der Generaldirektion für die öffentliche Sicherheit in Wien ein Angebot zum Kauf eines Polizeiflugzeugs. Als Typ schlug er das bereits entwickelte zweimotorige Reklameflugzeug HV 1434 einerseits sowie einen ebenfalls zweimotorigen Neuentwurf mit der Bezeichnung HV 1535 vor. Die Bundespolizeidirektion favorisierte Letzteren, stellte parallel aber auch Überlegungen zur Beschaffung einer DH.84 Dragon an, da dieser Typ bereits beim Bundesheer eingesetzt wurde und sich bewährt hatte. Hopfner gab im Juni ein verbessertes Angebot mit Verwendung von Sh-14-Antrieben und dem optionalen Einbau eines starren Maschinengewehres im Bug und einem beweglichen MG im Drehkranz auf dem Rumpfrücken ab. Am 24. des Monats präzisierte er sein Angebot mit der Lieferung eines bewaffneten zweimotorigen Polizeiflugzeuges zum Preis von 91.492 öS bis spätestens zum Ende des Jahres. Die Direktion gab daraufhin der HV 1535 im August 1935 mit der Begründung der Schaffung und Sicherung von österreichischen Arbeitsplätzen den Zuschlag. Als spätester Auslieferungstermin wurde der 1. März 1936 festgelegt.
Bau und Entwicklung des Flugzeugs zogen sich jedoch hin und Hopfner musste im Februar 1936 bekanntgeben, dass sich die Auslieferung bis zum Mai/Juni des Jahres verzögern werde. Aber auch dieser Termin konnte nicht gehalten werden und wurde auf den Juli/August verschoben. In dieser Zeit führte die HV 15, die Ziffer 35 im Kürzel als Baujahr wurde nun weggelassen, ihren Erstflug durch. Anschließend musste eine Reihe kleinerer Änderungen durchgeführt werden. Beim zweiten Flug am 20. September 1936 knickte das Fahrwerk bei der Landung weg und die beiden hölzernen Luftschrauben brachen bei der folgenden Bodenberührung ab. Nach dieser weiteren Verzögerung des Programms drohte die Polizeidirektion damit, die Übernahme des Flugzeugs zu verweigern, sollte es nicht bis zum 26. Oktober ausgeliefert worden sein. Dennoch zog sich die Übernahme noch bis zum 23. November des Jahres hin. Dabei wurde festgestellt, dass die HV 15 die festgelegten Anforderungen in den Punkten Reichweite, Nutzlast, Steigleistung sowie Start- und Landestrecke nicht erfüllte. Sie wurde dennoch aufgrund ihrer guten Start- und Landeeigenschaften übernommen und erhielt im Januar 1937 das Lufttüchtigkeitszeugnis und das Kennzeichen OE–POH. Der Einbau eines Funkgerätes sowie der vorgesehenen MG-Bewaffnung sollte im März erfolgen, wurde aber fehlender Finanzen wegen nicht durchgeführt. Als Hopfner im März 1938 im Zuge des Anschlusses Österreichs mit der Wiener Neustädter Flughafenbetriebs GmbH die Wiener Neustädter Flugzeugwerke bildete, wurde die HV 15 von der deutschen Polizei übernommen und, in WNF Wn 15 umbenannt, mit dem Kennzeichen D–OPQH und umgebauten Kanzelbereich weiter betrieben. 1943 ging sie als Geschenk an die kroatischen Luftstreitkräfte und flog dort mit der taktischen Nummer 2101. Am 1. Juni 1944 war sie in Zagreb beheimatet und am 1. Oktober in Sarajewo. Ihr Spur verliert sich Anfang 1945.

## Aufbau
Die HV 15 war ein freitragender Tiefdecker in Gemischtbauweise. Der Rumpf bestand einem Fachwerkgerüst aus verschweißten Stahlrohren mit rechteckigem bis ovalem Querschnitt und war mit Holz beplankt und Stoff bespannt. Der trapezförmige, dreiteilige Tragflügel wurde aus dem Mittelstück, in dem die zwei je 160 l fassenden Kraftstoffbehälter untergebracht waren, und den beiden Außenflächen gebildet. Sein hölzernes Gerüst bestand aus zwei Holmen und Rippen mit Sperrholzbeplankung; lediglich die Klappen waren stoffbespannt. Die HV 15 verfügte über Querruder mit hydraulisch betätigten Spalt-Wölbungsklappen.
Das Normalleitwerk war ebenfalls freitragend mit einer Höhenflosse aus Holz und einer Seitenflosse aus Stahlrohr, die Ruder bestanden aus Stahl und Duraluminium mit Stoffbespannung und verfügten über Trimmklappen, die auch als Hilfsruder fungierten.
Das Flugzeug war mit einem Heckradfahrwerk ausgestattet, dessen Haupträder nach vorn in die Motorgondeln einfuhren. Sie befanden sich in zwei öl-luftgefederten Gabeln, die nach hinten abgestützt waren. Das Spornrad war schwenkbar und druckgummigefedert.

## Technische Daten

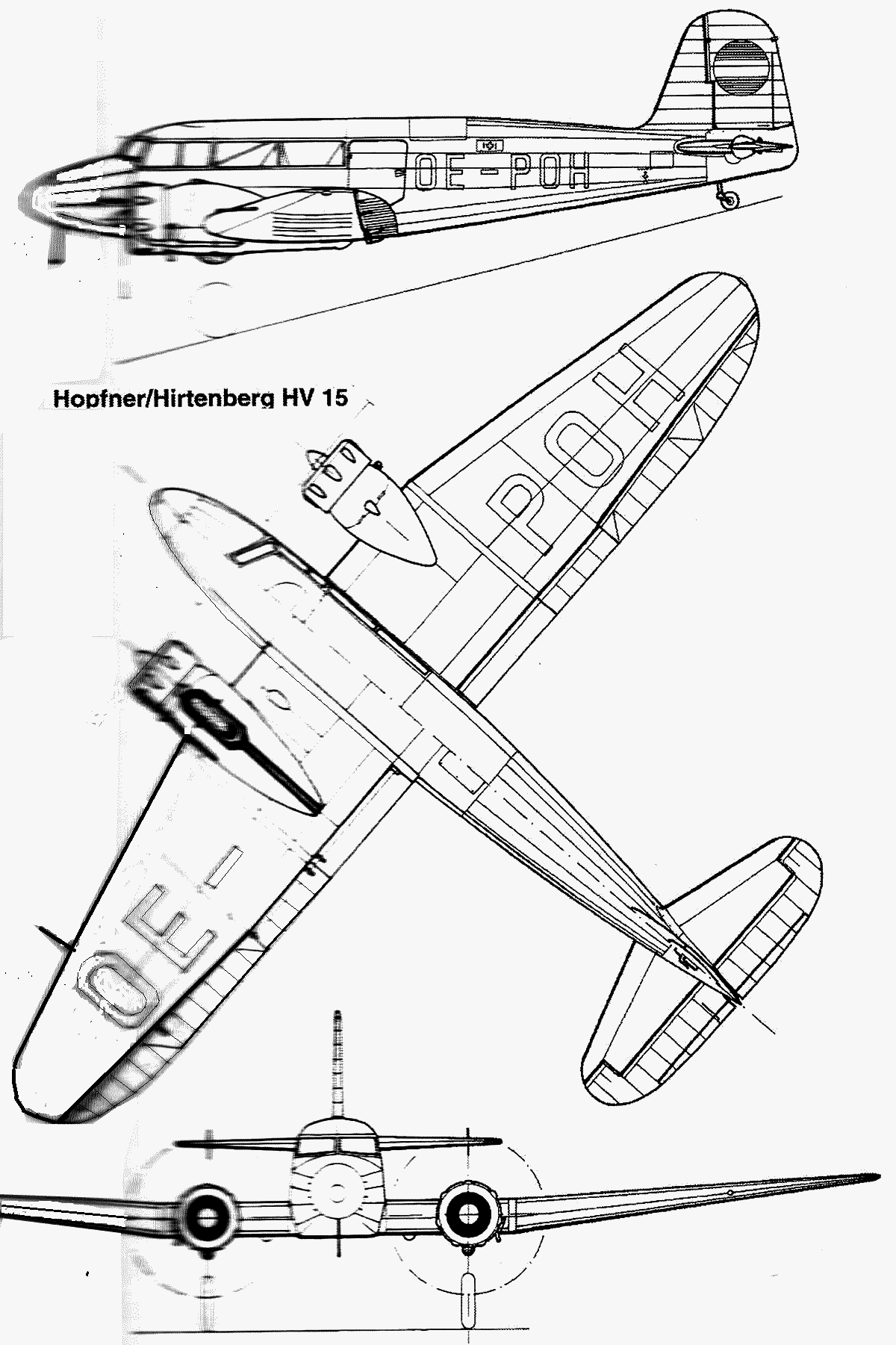
Dreiseitenansicht

| Kenngröße                   | Daten                                                                  |
| --------------------------- | ---------------------------------------------------------------------- |
| Besatzung                   | 2                                                                      |
| Passagiere                  | 4                                                                      |
| Spannweite                  | 15,0 m                                                                 |
| Länge                       | 10,65 m                                                                |
| Höhe                        | 2,90 m                                                                 |
| Flügelfläche                | 33,0 m²                                                                |
| Flügelstreckung             | 6,8                                                                    |
| Flächenbelastung            | 66,7 kg/m²                                                             |
| Leistungsbelastung          | 6,9 kg/PS                                                              |
| Flächenleistung             | 9,7 PS/m²                                                              |
| Leermasse                   | 1300 kg                                                                |
| Zuladung                    | 900 kg                                                                 |
| Startmasse                  | 2200 kg                                                                |
| Antrieb                     | zwei luftgekühlte Siebenzylinder-Sternmotoren Siemens & Halske Sh 14 A |
| Startleistung Dauerleistung | je 160 PS (118 kW) bei 2200/min je 128 PS (94 kW) bei 2050/min         |
| Kraftstoffvorrat            | 320 l                                                                  |
| Höchstgeschwindigkeit       | 230 km/h 170 km/h im Einmotorenflug                                    |
| Landegeschwindigkeit        | 80 km/h                                                                |
| Steigzeit                   | 4,0 min auf 1000 m Höhe                                                |
| Gipfelhöhe                  | 4800 m                                                                 |
| Reichweite                  | 900 km                                                                 |